# Extol
Extol — метал-группа из Норвегии, образованная в 1993 году.
Известна игрой в разных стилях метала. Основной жанр — христианский блэк-метал.
За свою карьеру группа выпустила пять студийных альбомов и два EP. Extol несколько раз гастролировали по Соединённым Штатам и Европе с такими группами, как Mastodon, God Forbid и Opeth.
После реформирования в 2012 году группа состоит из Питера Эспеволла, Хусвика и Боруда.
Все участники Extol разделяют христианскую веру, что проявляется в их текстах и темах.
18 января 2023 года музыканты объявили о воссоединении на фестивале Furnace Fest 2023 года, который прошёл в Алабаме.